# 堅江大學
堅江大學（越南语：／?）是位于越南湄公河三角洲堅江省的一所全日制公办本科大學。

## 历史沿革
2014年5月22日，越南政府总理阮晋勇同意在芽庄大学坚江分校的基础上，成立本科层次的坚江大学。并明定学校直属于越南教育和培训部，并由坚江省人民委员会领导主管。